# Mario Colombo (motociclista)

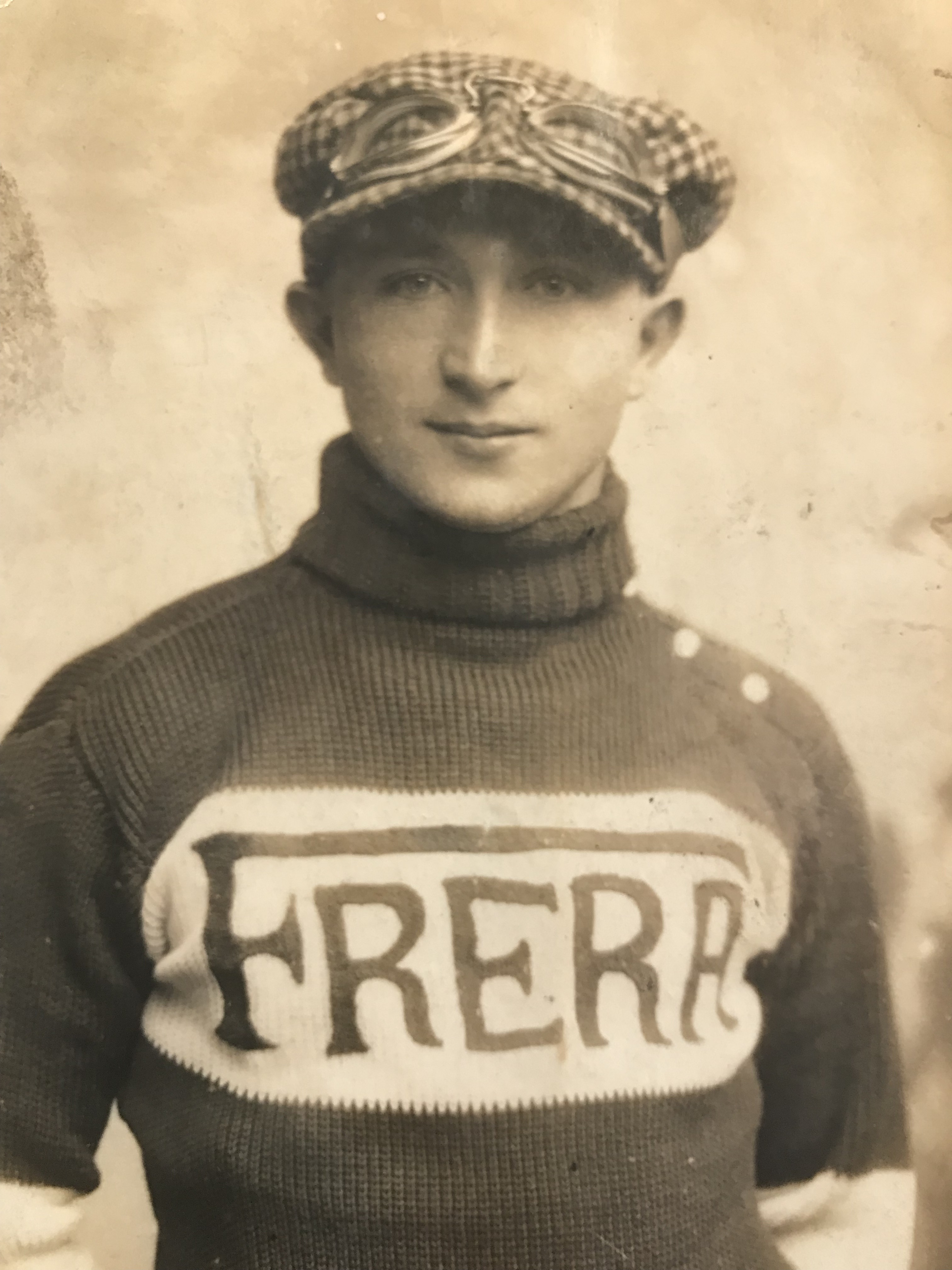
Mario Colombo

Mario Colombo (Marnate, 13 agosto 1902 – Gorla Minore, 11 aprile 1986) è stato un pilota motociclistico italiano.

## Biografia
Nato a Marnate (VA) nel 1902, si trasferì presto con la famiglia nel confinante paese di Gorla Minore dove trascorrerà tutta la vita. Fin da ragazzo mostra una forte passione per le motociclette ma, avversato dal nonno e dal padre, decide di andarsene di casa e di andare a vivere nella frazione di Prospiano dove apre una bottega di riparazione e vendita di clicli e motocicli, esperienza che contribuisce non poco alla sua formazione tecnica.
Dopo i primi cimenti in alcune competizioni locali, le prime partecipazioni del “Columbin”, come era affettuosamente chiamato, a competizioni ufficiali, risalgono al 1923: la Varese - Campo dei Fiori e la Cernobbio - Bisbino, due gare in salita a cui il Marö, altro soprannome che stava per Mariolino, partecipò con una motocicletta Frera di sua proprietà. 
È proprio la storica azienda con sede a Tradate che, per il 1924, gli metterà a disposizione una 500SS 4V con la quale il pilota della Valle Olona comincia a cimentarsi stabilmente in gare ufficiali e nelle prove del Campionato Italiano: in quella stagione coglie la sua prima vittoria nella corsa in salita Biella - Oropa e si ripete sul Circuito Brianteo, chiude poi con un bel secondo posto sul Circuito del Tigullio.
La stagione 1925 si apre alla grande con la vittoria, sempre nella classe 500, al G.P. Reale sul Circuito di Monte Mario e prosegue, con buone soddisfazioni, come le vittorie a Giugno nella Lugano - Monte Brè ed a Novembre nella Broni - Colombarone - Castana, si conclude invece con un ritiro la prima partecipazione a Monza al G.P. della FICM.
Nel 1926, sempre con la Frera, è secondo al Circuito di Monte Mario che lo aveva visto vittorioso l'anno precedente, poi vince nella coppa S.M.A.T. a Macerata, nella coppa Montecatini, a Vercelli, nella Bergamo - San Vigilio ed a Busto Arsizio. A fine Luglio, nella classe 500 “esperti” è primo nella Lugano - Monte Brè e nella Como - Brunate - San Maurizio. Non mancano ritiri per noie meccaniche che lo privano di possibili affermazioni come a Reggio Emilia sul circuito di Santa Croce dove si deve ritirare, dopo aver fatto segnare il giro più veloce.
Nel 1927 lascia la Frera per la belga Sarolea, la stagione non comincia benissimo e, dopo alcuni ritiri e qualche buon piazzamento, deve aspettare Verona sul Circuito del Pozzo per il primo successo, seguito poi da altre due vittorie: a La Spezia ed al Circuito dei Monti Peloritani a Messina, un altro ritiro a Monza ed un bel secondo posto al Circuito del Garda gli permettono di chiudere la stagione al secondo posto nel Campionato Italiano classe 500 alle spalle di Luigi Arcangeli.

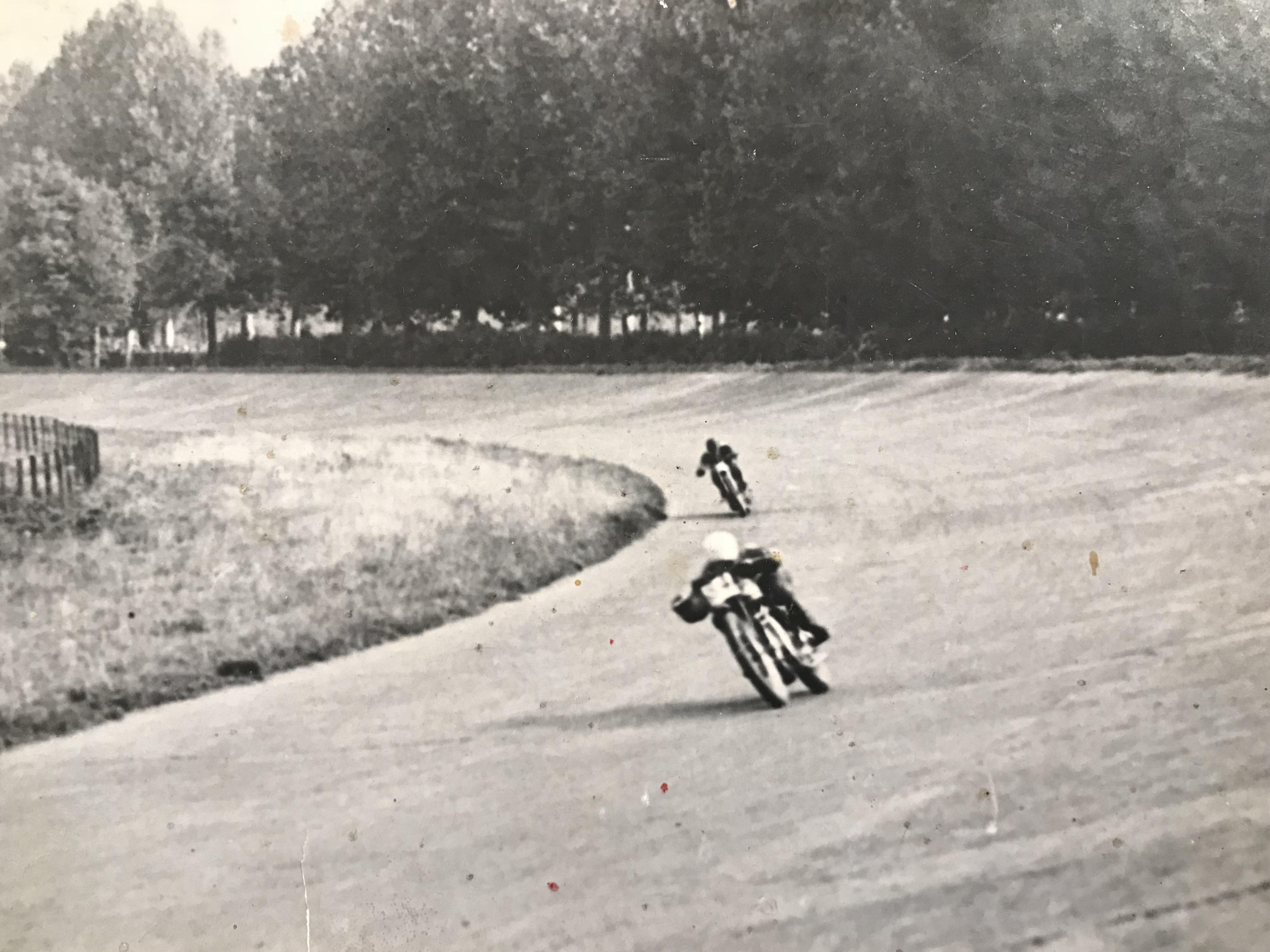
Curva sopraelevata - circuito di Monza

Il 1928 è l'anno del passaggio alla Sunbeam e del primo dei due titoli conquistati con la moto inglese che si dimostra un mezzo valido ed affidabile. La stagione, segnata dalle vittorie al Lario ed a Reggio Emilia e dai bei piazzamenti a Torino, Biella - Oropa, e Tigullio, gli consegnerà il titolo di Campione italiano per la classe 500.
Il 1929 comincia con un bel secondo posto alla Targa Florio ed ancora secondo si classifica al G.P. Reale, torna alla vittoria nella gara in salita Como - Bunate - San Maurizio e sul circuito “casalingo” di Gornate Olona. Nonostante la stagione si chiuda con due ritiri, è di nuovo Campione italiano per la classe 500.

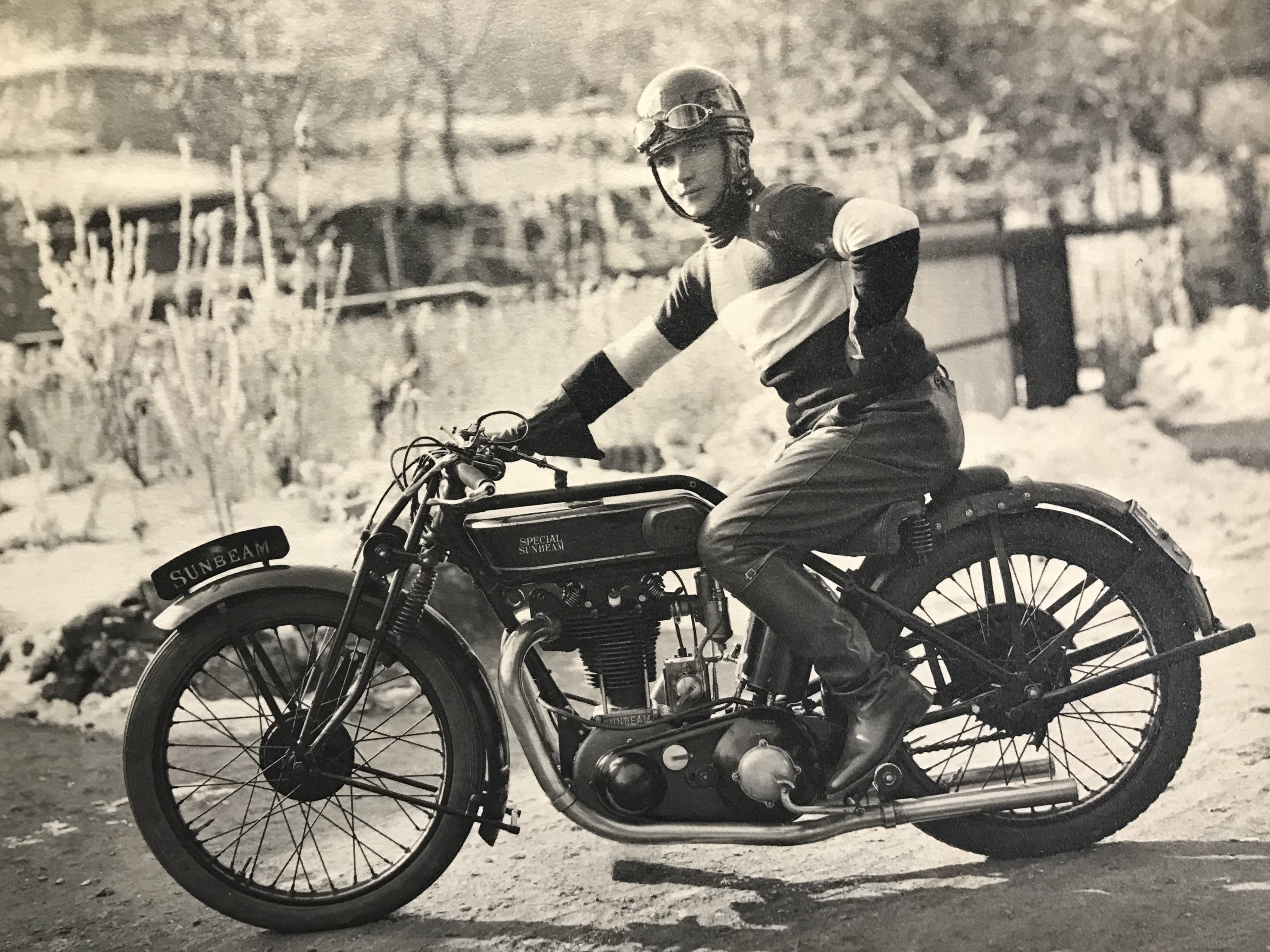
1928, campione italiano classe 500 su Sunbeam.

Anche il 1930 si apre bene con una bella vittoria alla Targa Florio motociclistica, ma prosegue, purtroppo, con numerosi ritiri. Le cose vanno meglio a Forlì, alla Bergamo - San Vigilio, a Gornate Olona ed al Circuito Redipuglia dove riesce ad imporsi. Il 19 Ottobre a Palermo si tiene una “Riunione degli Assi” sul circuito della Favorita, con piloti del calibro di Varzi e Nuvolari, Mario Colombo domina in tutte le prove in cui è articolata la manifestazione. Nell'ultima prova del Campionato a Napoli sul Circuito dei Campi Flegrei è ancora in lotta con Bandini per la conquista del titolo italiano, è costretto ad attaccare, ma un guasto meccanico lo toglie di scena e lo relega al secondo posto della classifica finale della classe 500.
Il 1931 si apre con un settimo posto (secondo fra i piloti italiani) al G.P. delle Nazioni a Monza, insolitamente anticipato ad Aprile. Si registrano poi un secondo posto sul Circuito del Lario e le vittorie nella Cernobbio - Bisbino, a Gornate Olona,  nella gara in salita Livorno - Monti della Trinità e al Circuito di Locarno.
Per il 1932 si accorda con la Ganna che gli fornisce una 500 con il motore Rudge Phyton a quattro valvole, con la quale vincerà di nuovo la Targa Florio. Seguono la vittoria sulle strade amiche di Gornate Olona, alcuni piazzamenti e diversi ritiri. La Ganna 500 è veloce, ma non sempre affidabile. Nella seconda parte della stagione corre anche con l'Aquila e chiude il campionato al secondo posto alle spalle del pilota bolognese Sandri.
Nel 1933, in assenza di altre offerte, deve ricorrere alla sua vecchia Sunbeam, la quale però non è più ne abbastanza veloce ne affidabile. A parte qualche buon piazzamento la stagione si chiude con poche soddisfazioni e parecchi ritiri.
Il 1934 si apre con un ritiro ad Alessandria dove partecipa con un'Aquila ma si rifà poco dopo vincendo, sempre con l'Aquila alla Sassi - Superga sia nelle 250 che nelle 500. A Maggio la Bianchi gli mette a disposizione una bialbero 500 per partecipare alla Milano - Napoli dove si piazza al secondo posto staccato dalla Moto Guzzi di Bandini. Ancora una vittoria con l'Aquila a Brà e buoni piazzamenti con la Bianchi per poi passare alla Miller con cui vince a Torino al Valentino, alla Varese - Campo dei Fiori, alla Cernusco - Monte Vecchia, al Circuito delle Colonie a Napoli ed al Circuito di Merano.

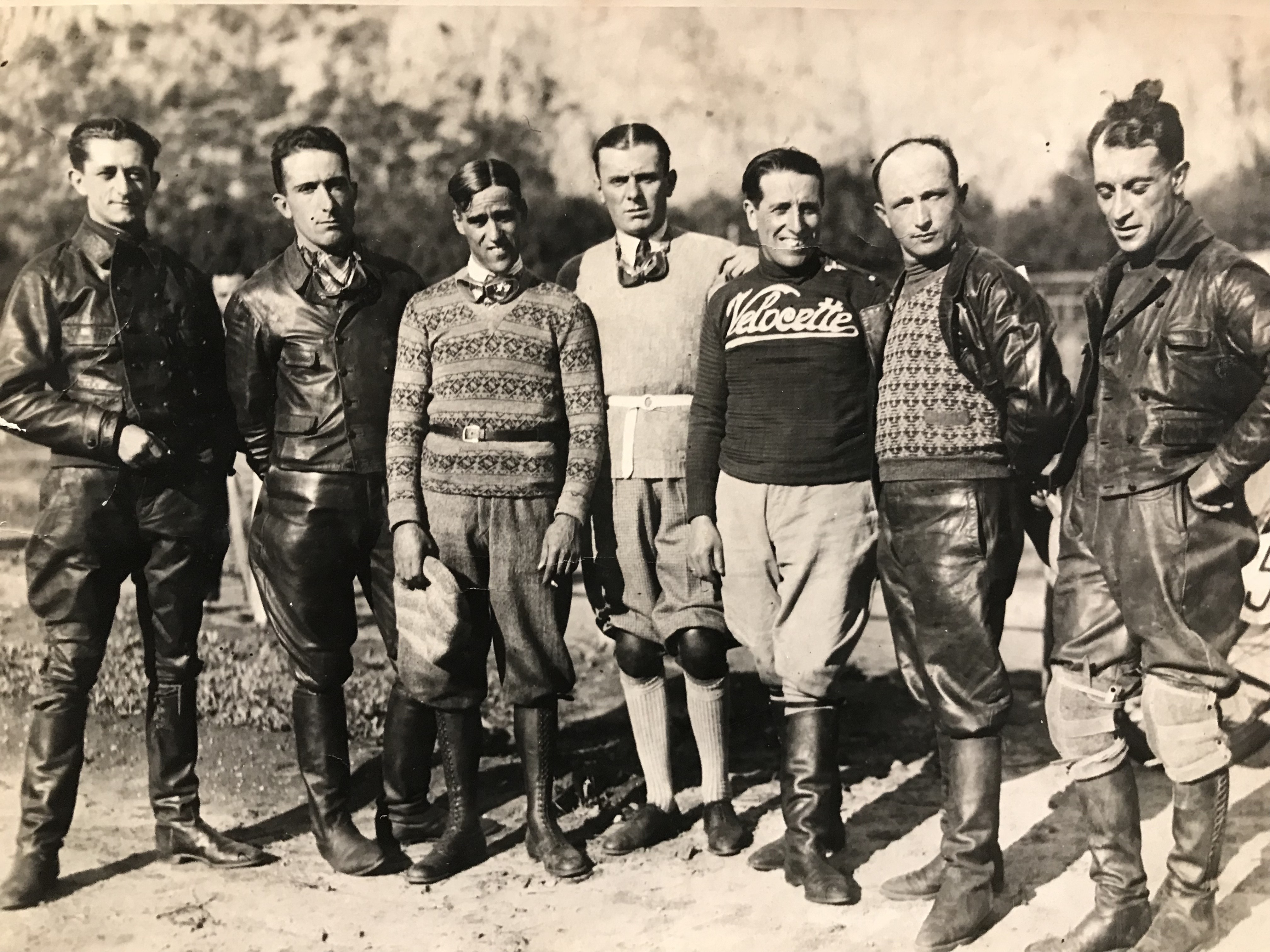
M. Colombo, A. Varzi, T. Nuvolari ed altri piloti.

Nel 1935, ultimo anno della sua carriera, corre ancora la Milano - Napoli con la Bianchi ma è costretto al ritiro, invece a Monza, al G.P. delle Nazioni, in sella ad una Norton 350 della Scuderia Maremmana, coglie una splendida vittoria. L'ultima gara che lo vede in azione è al Lario con una Benelli che però lo tradisce e non gli permette di giungere al traguardo per noie meccaniche.
Nel 1946 a Como viene organizzato il primo circuito cittadino del dopoguerra, Mario Colombo, che è presente, viene invitato a provare una Dondolino. Sono passati più di dieci anni dalla sua ultima corsa e, pochi giri, gli bastano per capire che è meglio lasciar perdere.
Abbandonate le competizioni, Mario Colombo ha continuato per tutta la vita ad occuparsi di motociclette come meccanico e rivenditore presso la sua officina a Prospiano di Gorla Minore e, con il nascere del collezionismo d'epoca, diventa un punto di riferimento per quegli appassionati in cerca di pezzi di ricambio o di informazioni su vecchi modelli da restaurare, che lui conosce bene.
Ogni tanto partecipa a qualche rievocazione e il Velocifero di Rimini gli dedica la manifestazione “Moto Storiche in Gran Prix” del 1988 che si svolge a Misano Adriatica.
Muore l'11 aprile 1986 all'età di 84 anni.